# Мост Мучеников 15 Июля
Мост Мучеников 15 Июля (тур. 15 Temmuz Şehitler Köprüsü), ранее Босфо́рский мост (тур. Boğaziçi Köprüsü) — первый мост через Босфорский пролив. Висячий мост соединяет европейскую и азиатскую части Стамбула около мечети Ортакёй. Из всех трёх мостов через Босфор он расположен ближе всего к центру города.
Длина моста — 1560 метров, 3 пролёта — 2 береговых и 1 центральный судоходный. Длина основного пролёта — 1074 метров, ширина моста — 33 метра, высота опор — 165 метров над водой. Высота габарита для прохода судов от низа судоходного пролёта до поверхности воды — 64 метра. Мост автомобильный, 3+3 полосы движения.
Закладка моста, запланированная ещё в 1950 году, была осуществлена 20 февраля 1970 года. Открытие моста состоялось 29 октября 1973 года, к 50-летию установления Турецкой Республики. Мост был сооружён немецкой компанией Hochtief и английской фирмой Cleveland Engineering.
Ежесуточно через мост проходят[когда?] более 200 000 единиц транспорта, перевозящих около 600 000 пассажиров. На момент открытия в 1973-м году Босфорский мост был 4-м в списке самых длинных висячих мостов в мире и самым длинным за пределами США. Проезд по мосту платный, проход по мосту пешеходам закрыт (в связи с тем, что мост регулярно использовали для совершения самоубийств).
Вскоре после попытки военного переворота 15 июля 2016 года официальное наименование Босфорского моста было изменено на Мост Мучеников 15 июля.
15 сентября 2024 года эстонский канатоходец Яан Роозе впервые пересёк Босфор, пройдя за 47 минут из Азии в Европу на канате, натянутом между опор этого моста.

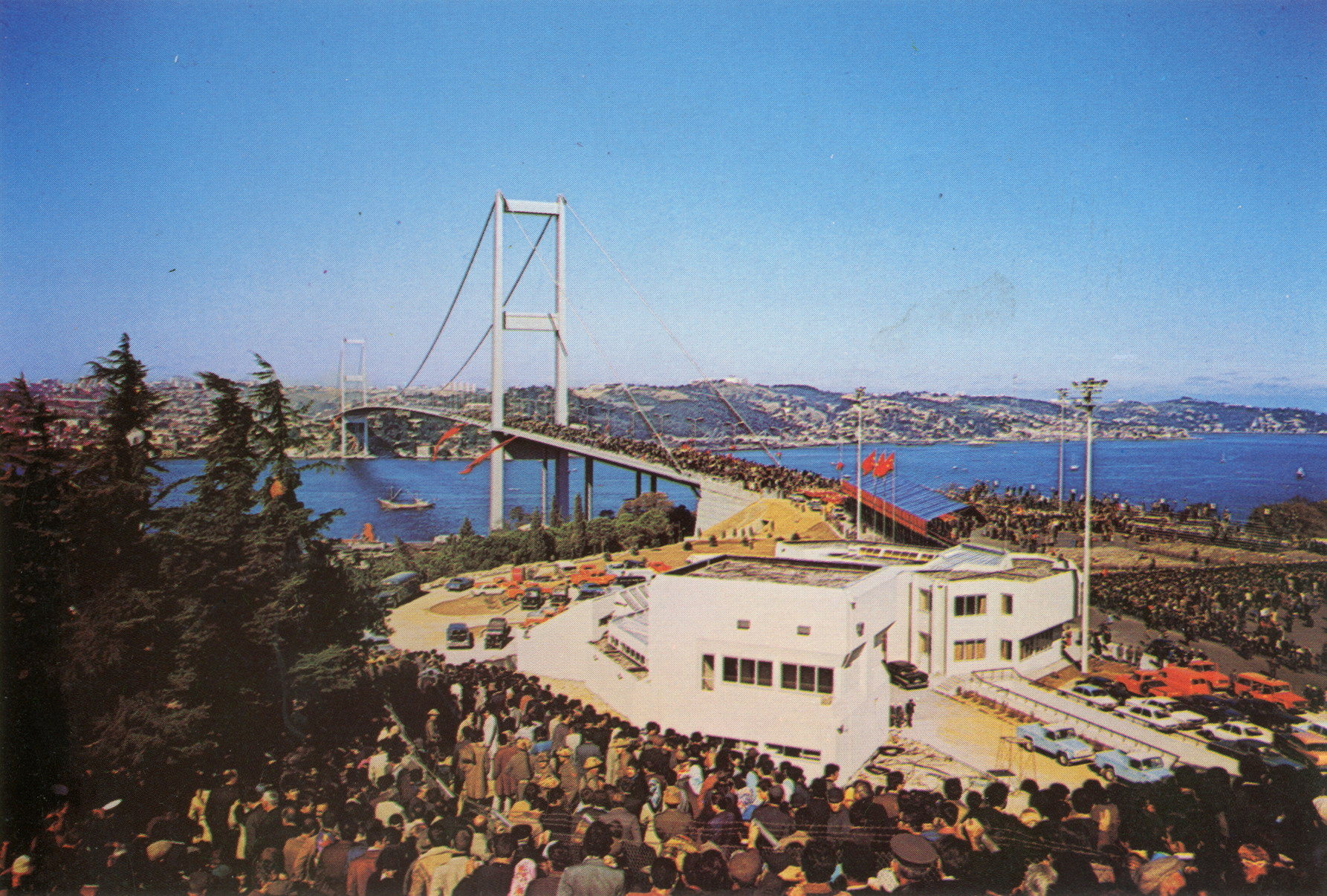
День открытия моста.
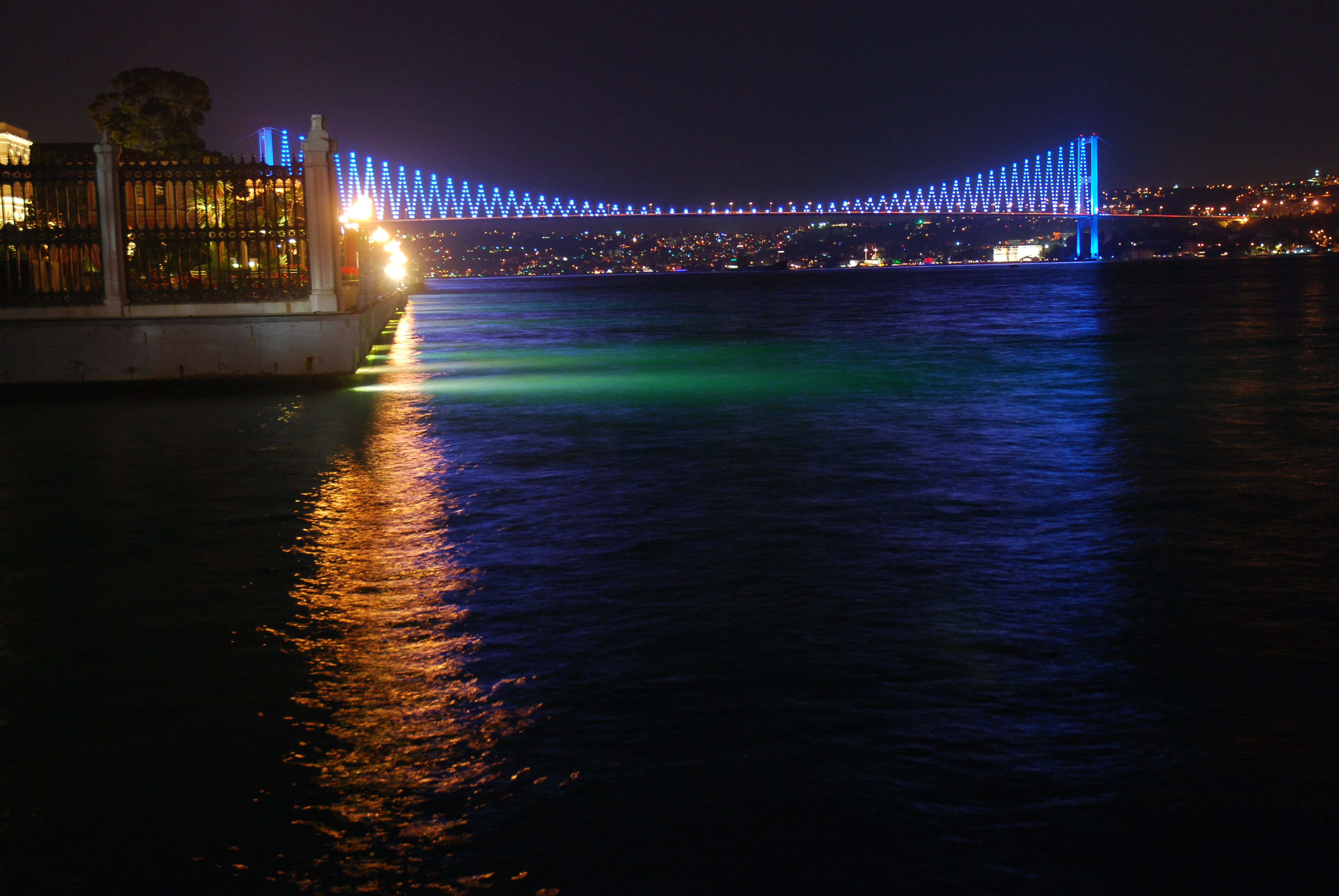
Ночная подсветка со сменой цветов и узоров (используется с 2007 года)
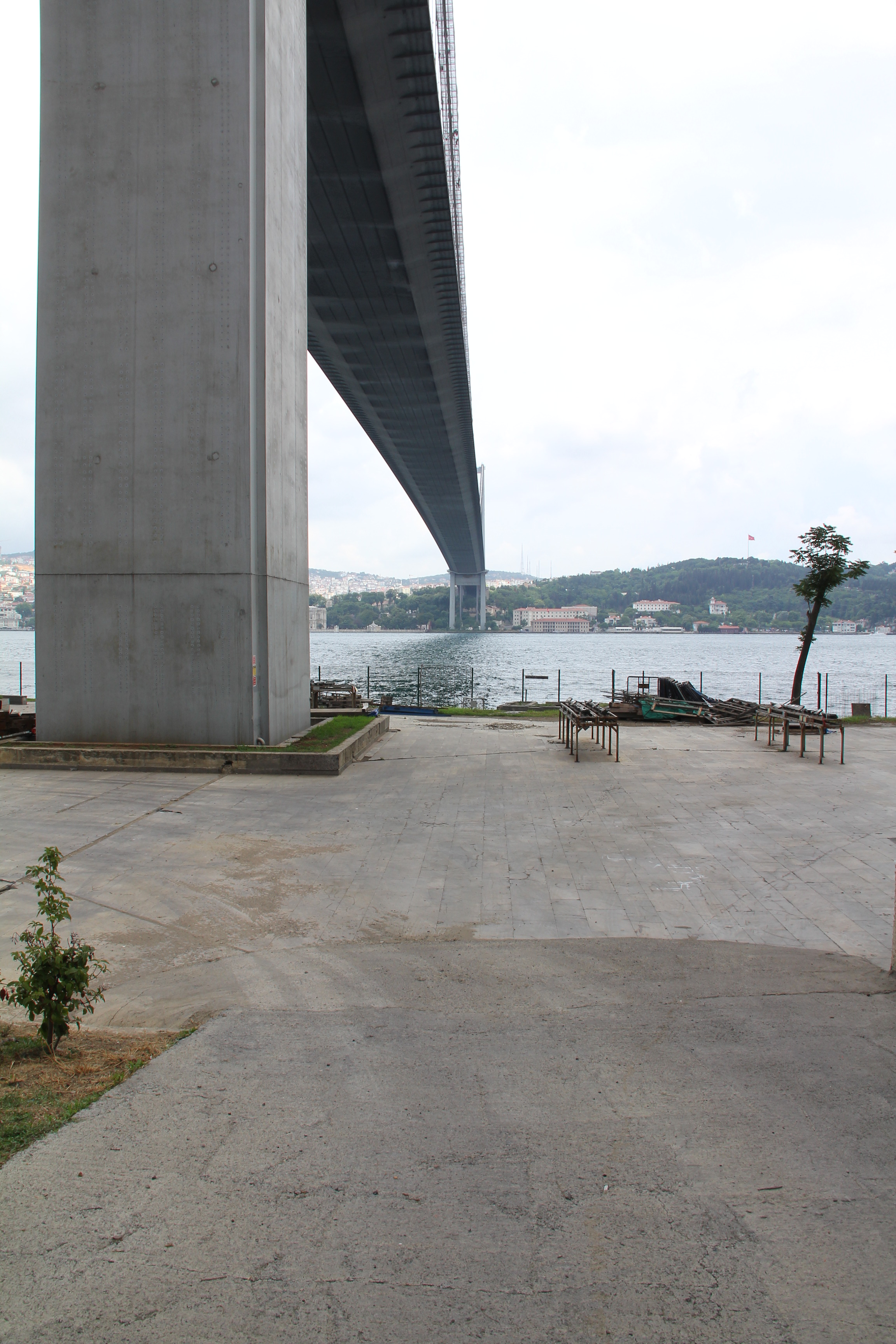
Вид со дна Ортакейской ветви Босфорского моста
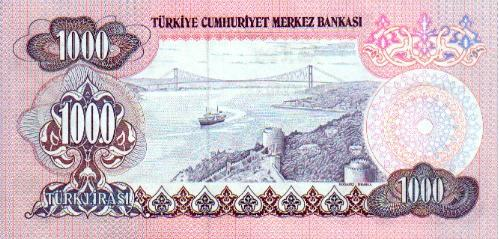
Банкнота в 1000 лир (1978-1986 годы)
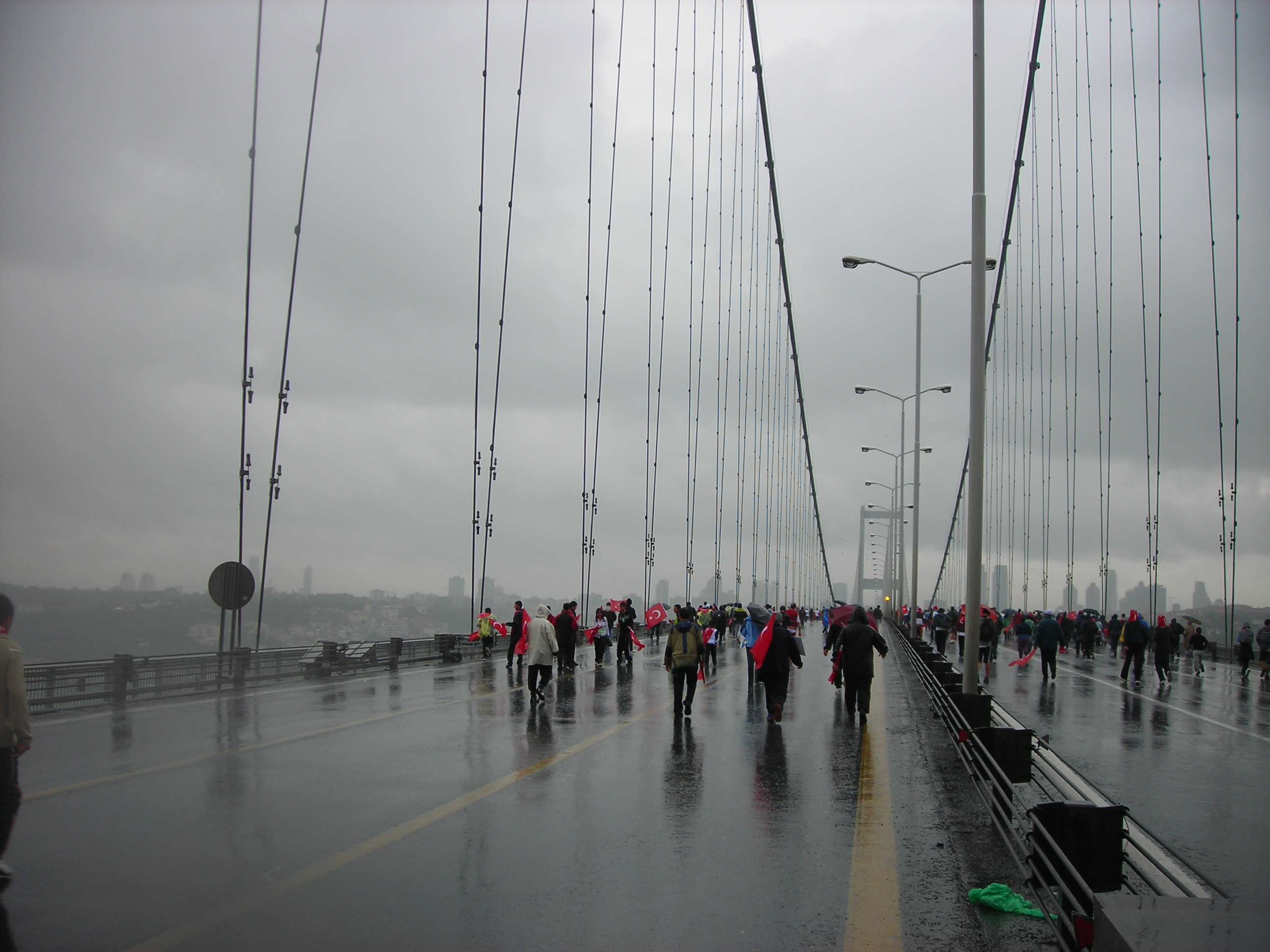
Во время евразийского марафона разрешен пешеходный переход от Босфорского моста
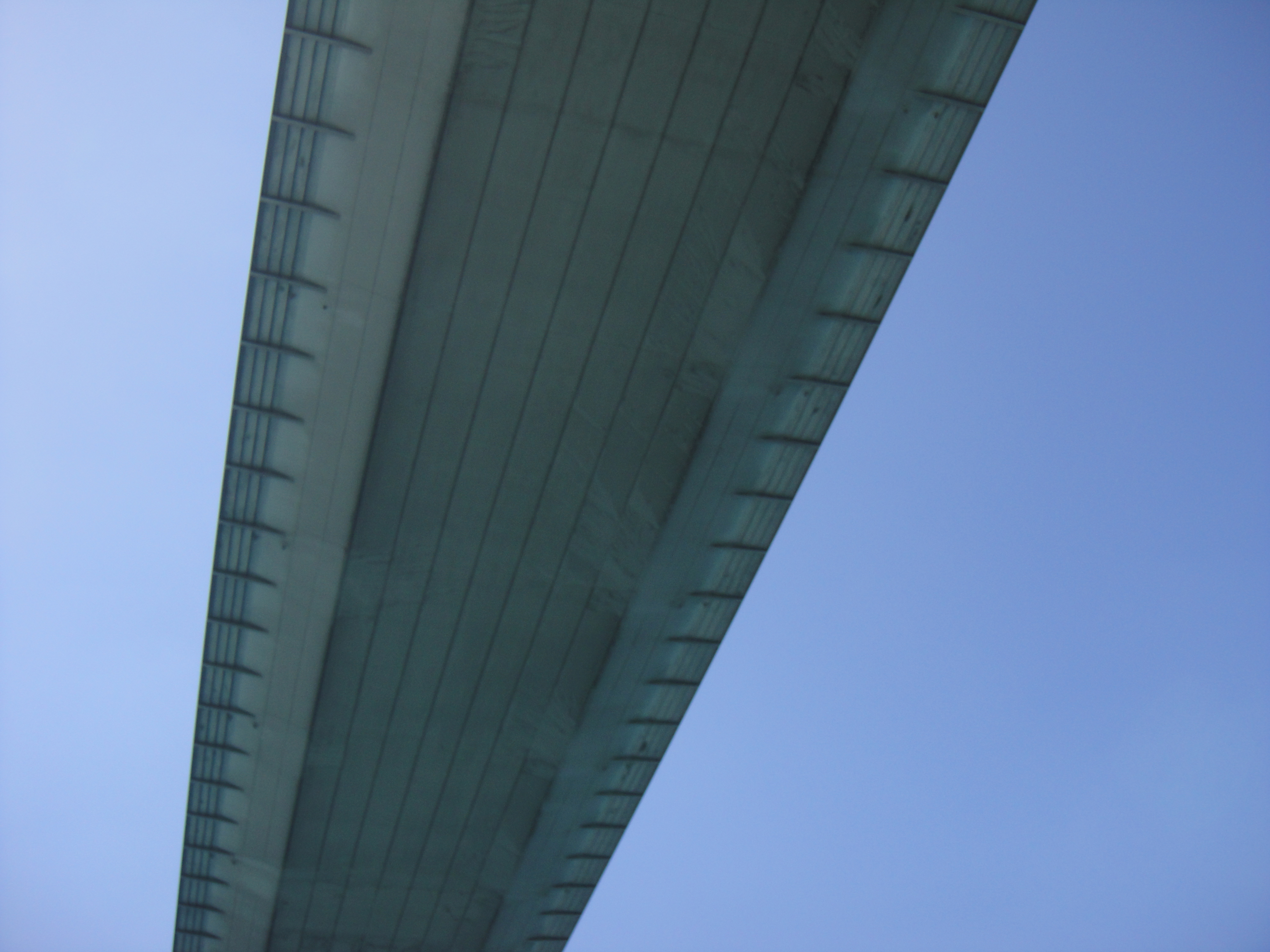
Вид снизу
- Столпы Босфорского моста (февраль 2013).

## Другие транспортные переходы через Босфор
- Мост Султана Мехмеда Фатиха
- Мост Султана Селима Грозного
- Мармарай